# Sharphydrus coriaceus
Sharphydrus coriaceus är en skalbaggsart som först beskrevs av Régimbart 1894.  Sharphydrus coriaceus ingår i släktet Sharphydrus och familjen dykare. Inga underarter finns listade i Catalogue of Life.